# Voiture UIC-Y

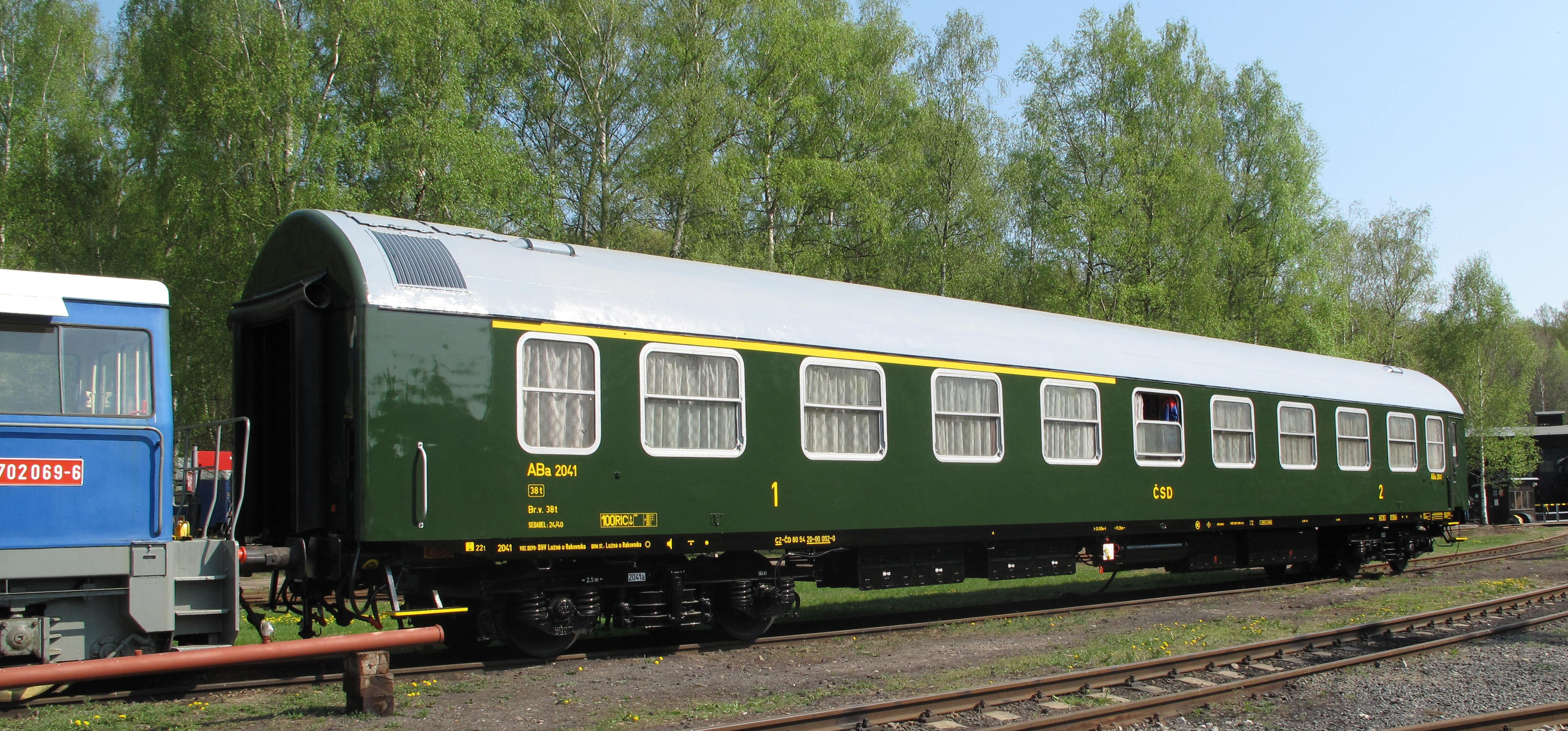
Voiture mixte UIC-Y des ex ČSD

Les voitures UIC-Y (i.e. du type Y de l'UIC) sont un type standardisé de voitures de chemin de fer.
Les types X et Y ont été définis en 1961 dans le bulletin 567 de l'UIC, suivis par l'actuel type Z (1976). Cette standardisation permet l'utilisation de matériel de différents réseaux dans les trains internationaux. Une des innovations confortées par ces standards a été l'utilisation de bourrelets en caoutchouc à la place des soufflets d'intercirculation. L'aménagement interne pour la partie voyageur est de type compartiments et couloir latéral.
Les voitures UIC-Y, mises au point en Italie, ont été principalement utilisées en France et dans les pays de l'Est européen.

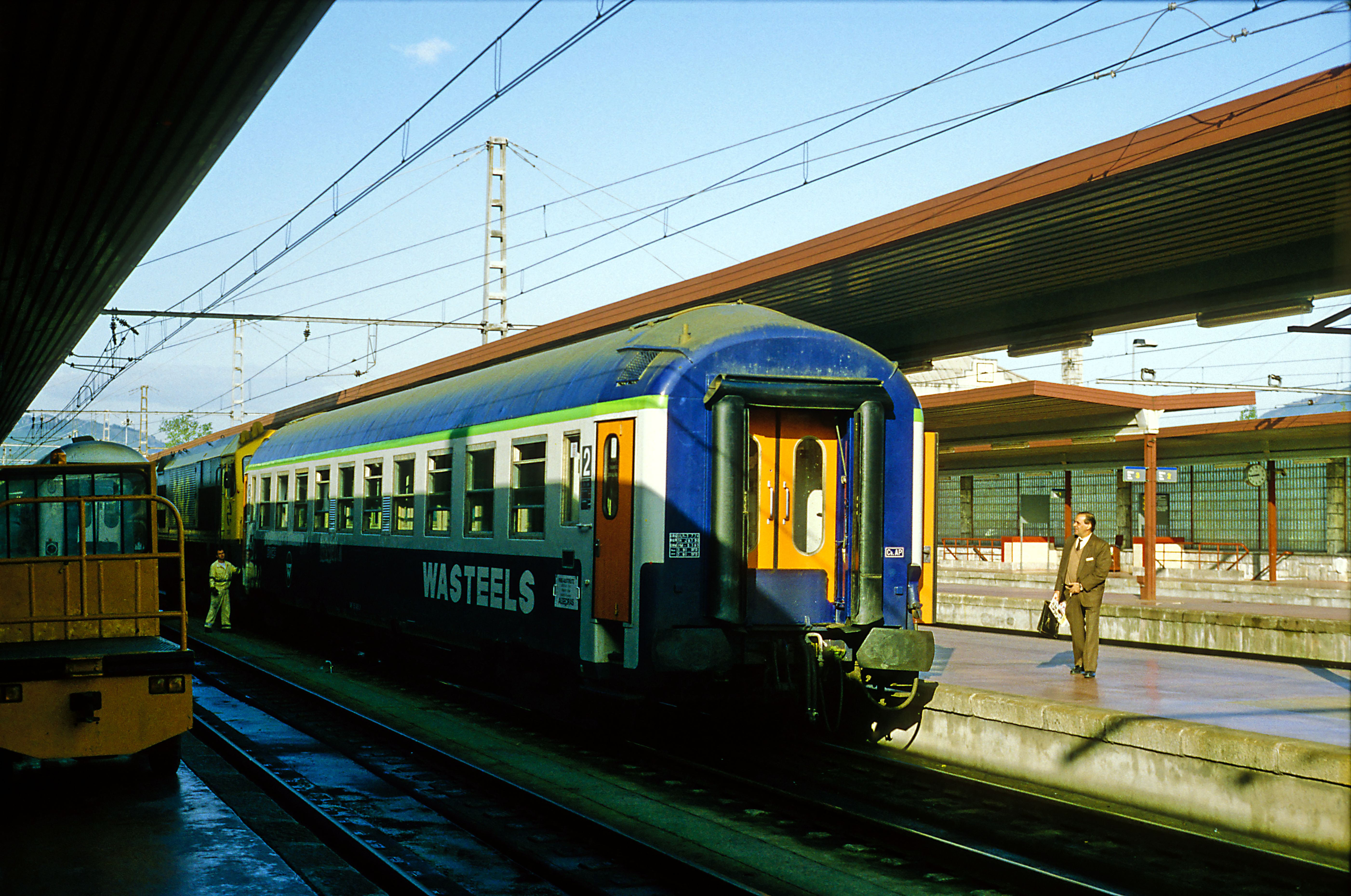
Voiture-couchettes UIC-Y SNCF à bogies Y16 interchangeables.

## Le type Y
Ce sont des voitures plus courtes que les UIC-X, longues de 26,40 m passant à 24,50 m, ce qui a permis d'augmenter la largeur des caisses. Les portes pliantes et les bourrelets d'intercirculation sont identiques. Plus courtes que les voitures de type X, elles peuvent être un peu plus larges et supporter des compartiments de 8 places en 2e classe pour 6 places en 1re classe. Leur taille respective est de 1900 mm et de 2113 mm. Les portes d'intercirculation sont coulissantes et vitrées. Les portes d’accès à la voiture sont de type Mielich bi-articulées. Les fenêtres sont larges de 1 200 mm. Seule la vitre supérieure des fenêtres se baisse (hauteur 400 mm). Le chauffage s'effectue à la vapeur ou électriquement par air soufflé. La vitesse maximale est de 160–180 km/h. Certaines ont reçu des bogies Fiat conçus pour une vitesse de 200 km/h.

## Séries

### Voitures italiennes
Les FS ont lancé en 1957 le développement des voitures qui allaient définir le type UIC-Y .
Ils ont acquis 24 voitures de ce type de 1961 à 1963  :
- 20 Az de 9 compartiments de 1re classe (54 places), immatriculées 23.780 à 799 puis 50 83 19-78 400 à 419 construites par Fiat Ferroviaria,
- 1 ABz de 4 compartiments de 1re classe et 5 de 2e classe (24 + 40 places), 64.799 puis 50 83 39-78 400 construite par Breda C.F.,
- 1 Bz de 10 compartiments de 2e classe (80 places), 45.799 puis 50 83 20-70 400 construite par Breda C.F.,
- 1 AcBcz de 4 compartiments de 1re classe et 5 de 2e classe (16 + 30 couchettes) + ½ pour le service, 64.499 puis 50 83 44-70 400 construite par I.M.A.M. Pistoiesi,
- 1 Bcz de 9 compartiments de 2e classe (54 couchettes) + 1 pour le service, 33.899 puis 50 83 59-78 400 construite par I.M.A.M. Pistoiesi.

Elles pouvaient rouler à 160/180 km/h. Mais pour le renouvellement du parc, les FS leur ont préféré les voitures de type UIC-X.
Si les voitures-couchettes sont restées à l'état de prototype, les autres se sont montrées fiables avec un retrait du service récent. Les voitures de première classe ont fait l'objet d'une modernisation en 1983.

### Voitures françaises

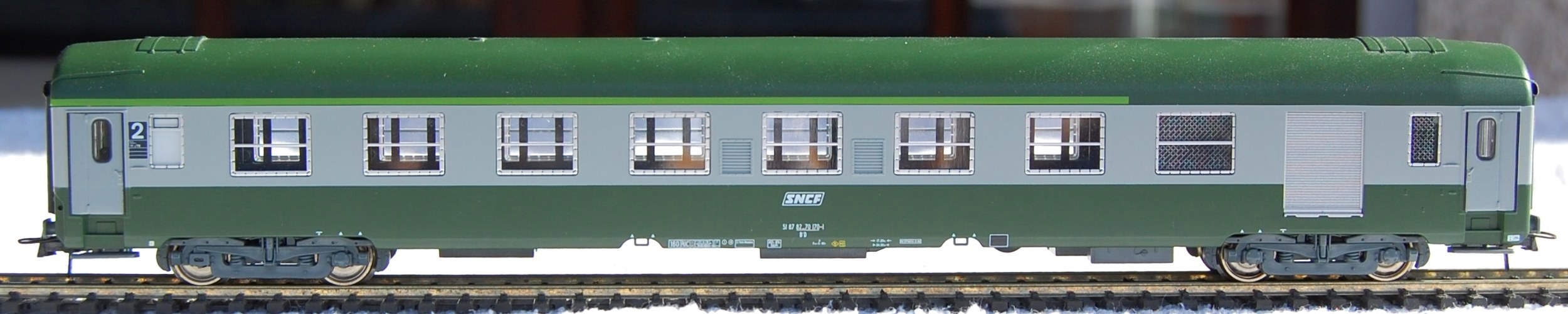
Voiture UIC-Y SNCF mixte (ex 1re classe) fourgon.

La SNCF a lancé sa première commande en 1960 et les livraisons se sont étalées entre 1963 à 1976, au total 1 357 voitures. Elles ont été étudiées par la division des études des voitures en remplacement des voitures DEV AO.

### Voitures allemandes

#### Voitures de type B
Les ateliers de Bautzen ont livré à la DR de 1962 à 1964 :
- 69 voitures Bg (appelées depuis Bme) à 10 compartiments de 2e classe,
- 42 ABg,
- 18 Ag à 9 compartiments de 1re classe,
- 32 voitures-couchettes Bcg.

Il s'agissait de voitures du type B de l'OSJD. Ces voitures longues de 24.50 m et larges de 2.863 m pouvaient s'adapter à l'écartement russe de 1524 mm. Leur toit surélevé (4.250 m) abritait les conduits permettant d'assurer la ventilation de chaque compartiment. Leur bogies Görlitz V à roues de diamètre 950 mm leur permettaient de rouler à 140 km/h.
Elles ne correspondaient pas tout à fait au type Y de l'UIC ; notamment la distance entre toilettes était de 19.163 contre 19.188 m pour le type Y.

#### Voitures de type Y
La DR décida de dériver de ces voitures des modèles aux normes UIC, dont elle prit livraison de 1966 à 1970 :
- 22 Age
- 66 ABge
- 142 Bge (+1 prototype en acier inoxydable)

Elles se distinguent entre autres par leur largeur portée à 2.882 m et des tampons renforcés selon les spécifications de l'UIC.

#### Voitures de type Y/B 70
Le type Y/B, apparu avec deux prototypes en 1969, se conforme encore plus aux normes UIC-Y. Le chauffage des compartiments est modifié avec une arrivée d'air sous les sièges et des réchauffeurs situés sous le plancher. Le plafond des compartiments n'est plus en forme de voûte. Néanmoins la toiture n'est pas rabaissée pour permettre de constituer des rames cohérentes avec des voitures des séries précédentes. Leurs bogies Görlitz VI à roues de diamètre 920 mm leur permettent de rouler à 160 km/h.  L'acier utilisé passe du S235 au S355, plus résistant. L'adoption du câble 13 pôles UIC 568 permet une commande centralisée de l'éclairage et un système d'annonce dans les compartiments. De même les portes sont automatiquement condamnées au-delà de 5 km/h. Les marchepieds disposent d'un quatrième niveau.

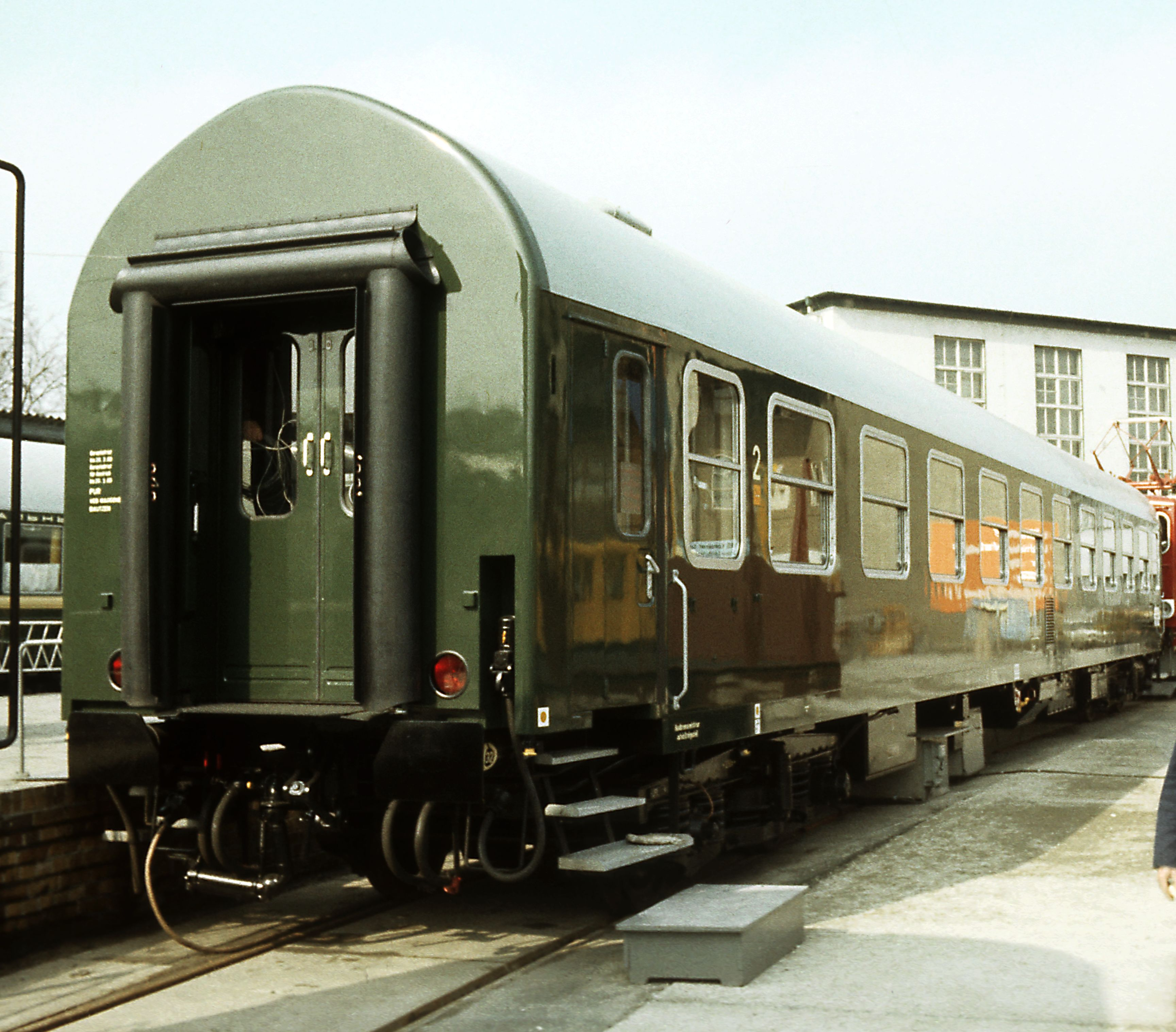
Voiture-couchettes Y/B 70 de la DR (1979).
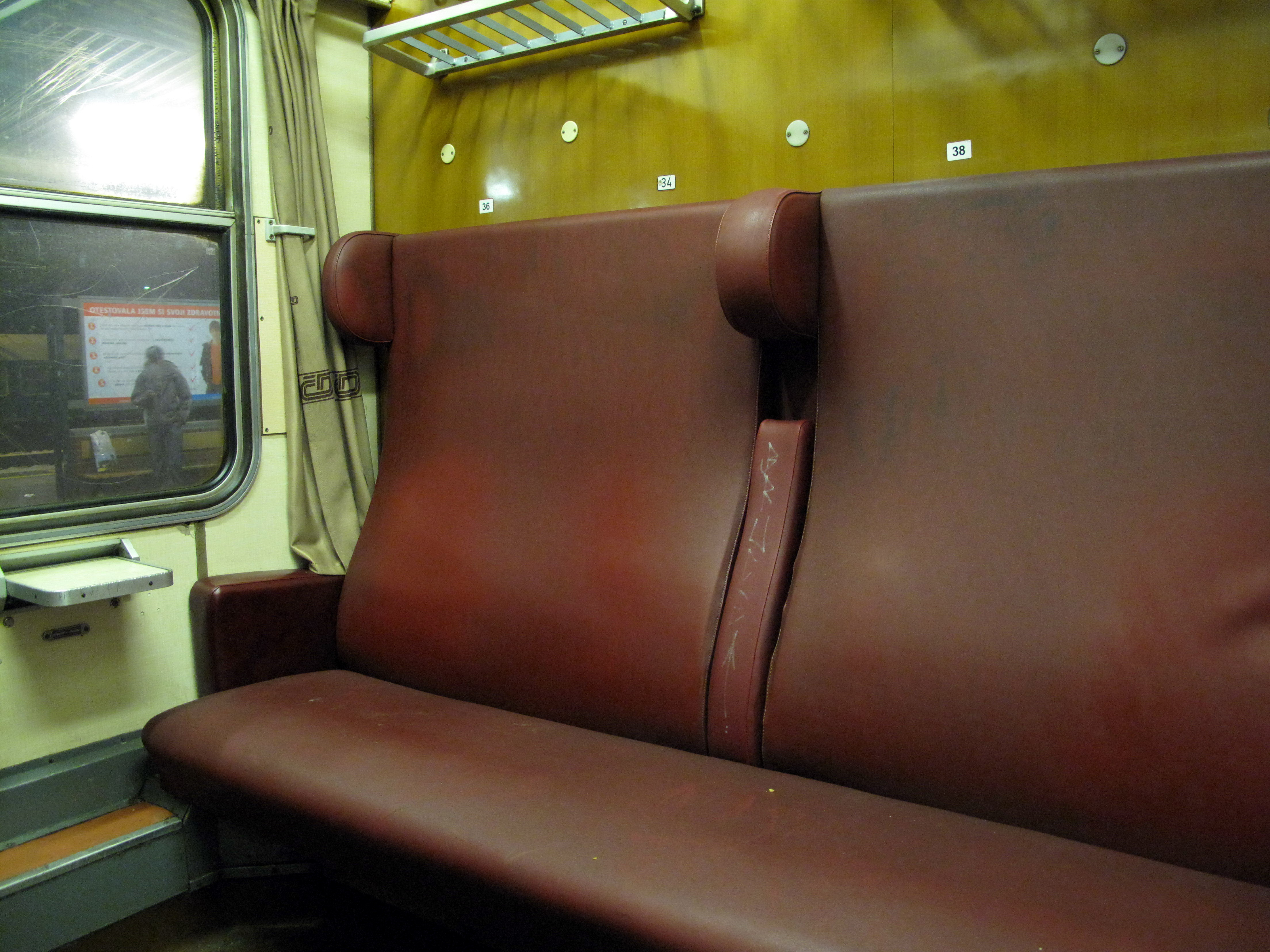
Compartiment de 2e cl. d'une voiture Y/B 70.
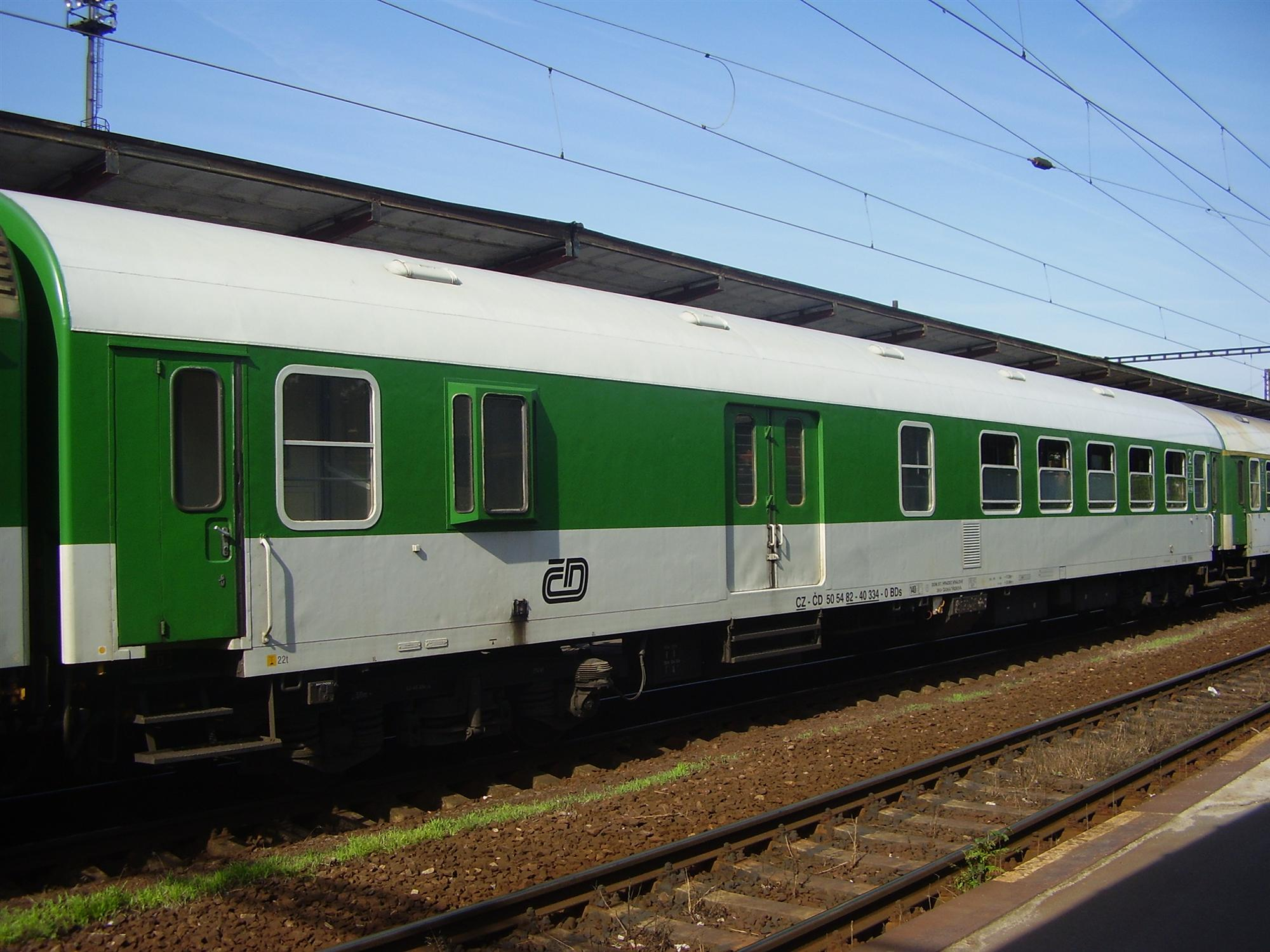
Voiture mixte passagers-fourgon BDs des ČD en gare de Prague-Vršovice.
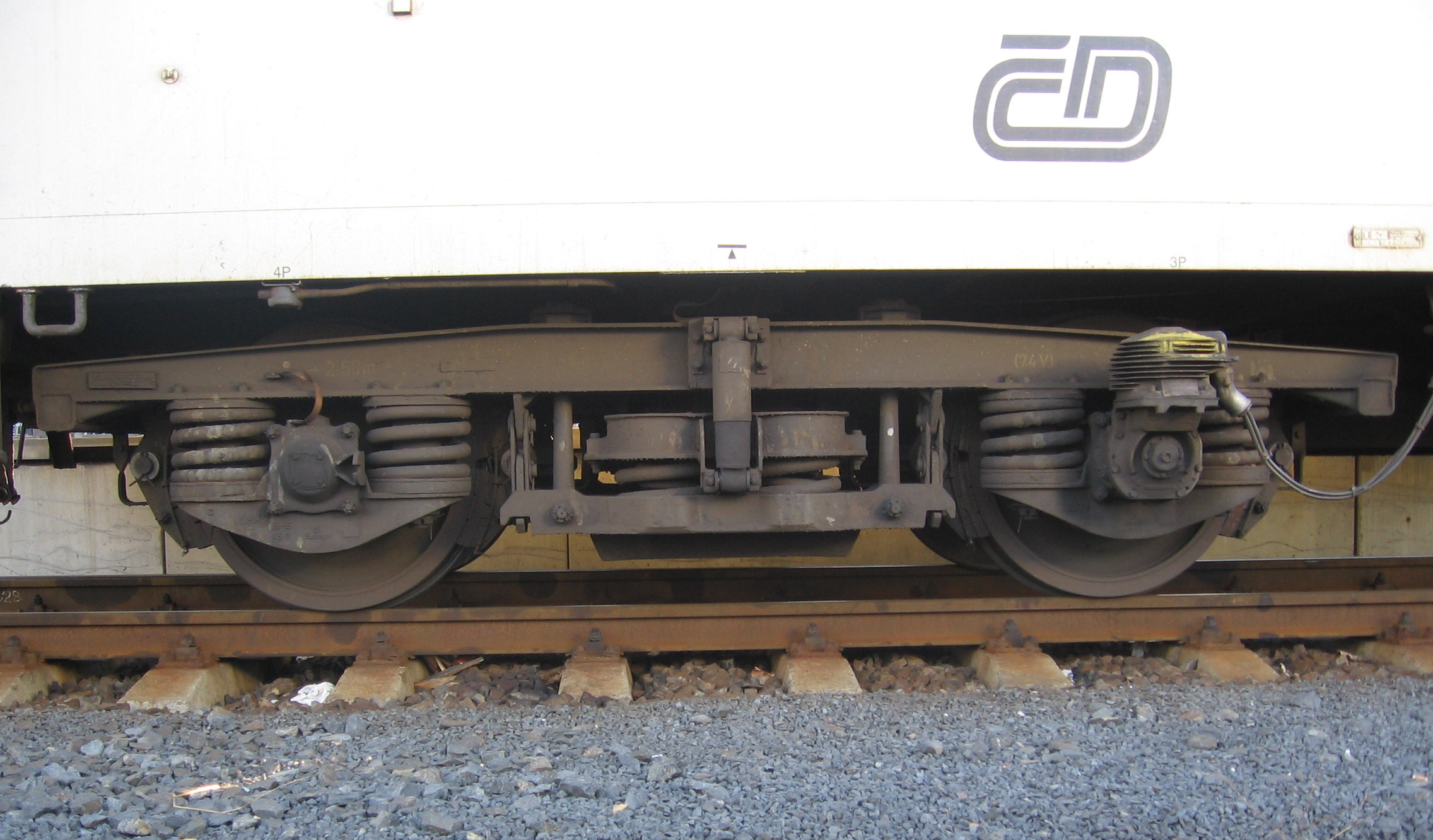
Bogie Görlitz V d'une mixte fourgon BDs des ČD.

#### Export
Bautzen a produit des voitures de type Y pour de nombreuses compagnies du bloc de l'Est : ČSD, PKP : les voitures des MÁV et des BDŽ se distinguent par leur toit bas, alors que celles des CFR sont quasi identiques aux voitures de la DR.
Ces voitures qui posaient des problèmes liés à l'amiante ont été retirées des effectifs allemands dans les années 1990.

### Voitures tchèques et slovaques
Les ČSD ont commandé en 1976 des voitures Y/B 70 à l'industrie est-allemande :
- 43 Ame
- 60 Bme
- 7 BDmse, mixtes fourgon.

Elles se distinguent par leurs bogies Görlitz V à roues de 920 mm et freins DAKO.

### Voitures polonaises
En Pologne, les voitures UIC-Y sont des types suivants : 110A (Bc), 111A (Bdu), 112A (Adu), 113A (WRbd), 120A (Bh), 609A (BDsu) et de types dérivés.